# همین دور و برا باش
همین دور و برا باش (انگلیسی: Stick Around) یک فیلم کمدی صامت کوتاه آمریکایی است که در سال ۱۹۲۵ منتشر شد. از بازیگران این فیلم می‌توان به اولیور هاردی، بابی ری و هری مک‌کوی اشاره کرد.